# Strojetice
Strojetice (Duits: Strogetitz) is een Tsjechische gemeente in de regio Midden-Bohemen en maakt deel uit van het district Benešov. Het dorp ligt op 6 kilometer afstand van de stad Čechtice.
Strojetice telt 140 inwoners (2025).

## Geografie
De Sedlickýbeek (Duits: Sedlitzer Bach), die uitmondt in de Želivka (Duits: Seelau), stroomt door de gemeente.

## Geschiedenis
De eerste schriftelijke vermelding van het dorp dateert van 1306.
Sinds 1960 maakt Strojetice deel uit van het district Benešov. Tussen 1980 en 1992 was Strojetice een deelgemeente van Čechtice.

## Verkeer en vervoer

### Autowegen
Strojetice is te bereiken via diverse regionale wegen. 

### Spoorlijnen
Er is geen station in de gemeente. Het dichtstbijzijnde station is in Vlašim, op zo'n 18,5 kilometer afstand. Dat station ligt aan de spoorlijn van Praag naar Benešov en Vlašim. 

### Buslijnen
Er zijn twee bushaltes in de gemeente:
| Halte                  | Lijn(en) | Traject(en)       | Vervoerder(s) |
| ---------------------- | -------- | ----------------- | ------------- |
| Strojetice, Strojetice | 843      | Čechtice - Vlašim | CŠAD Benešov  |
| Strojetice, u Kovárny  | 843      | Čechtice - Vlašim | CŠAD Benešov  |

### Fietsroutes
De volgende fietsroute loopt door de gemeente:
- 0071: Čechtice - Trhový Štěpánov - Český Šternberk

## Voorzieningen
In het dorp is een filiaal van buurtsuper Coop gevestigd.

## Bezienswaardigheden
- Petrus- en Pauluskapel;
- Twee kleinere kapellen;
- Monument voor de gevallenen van de Tweede Wereldoorlog.

## Galerij

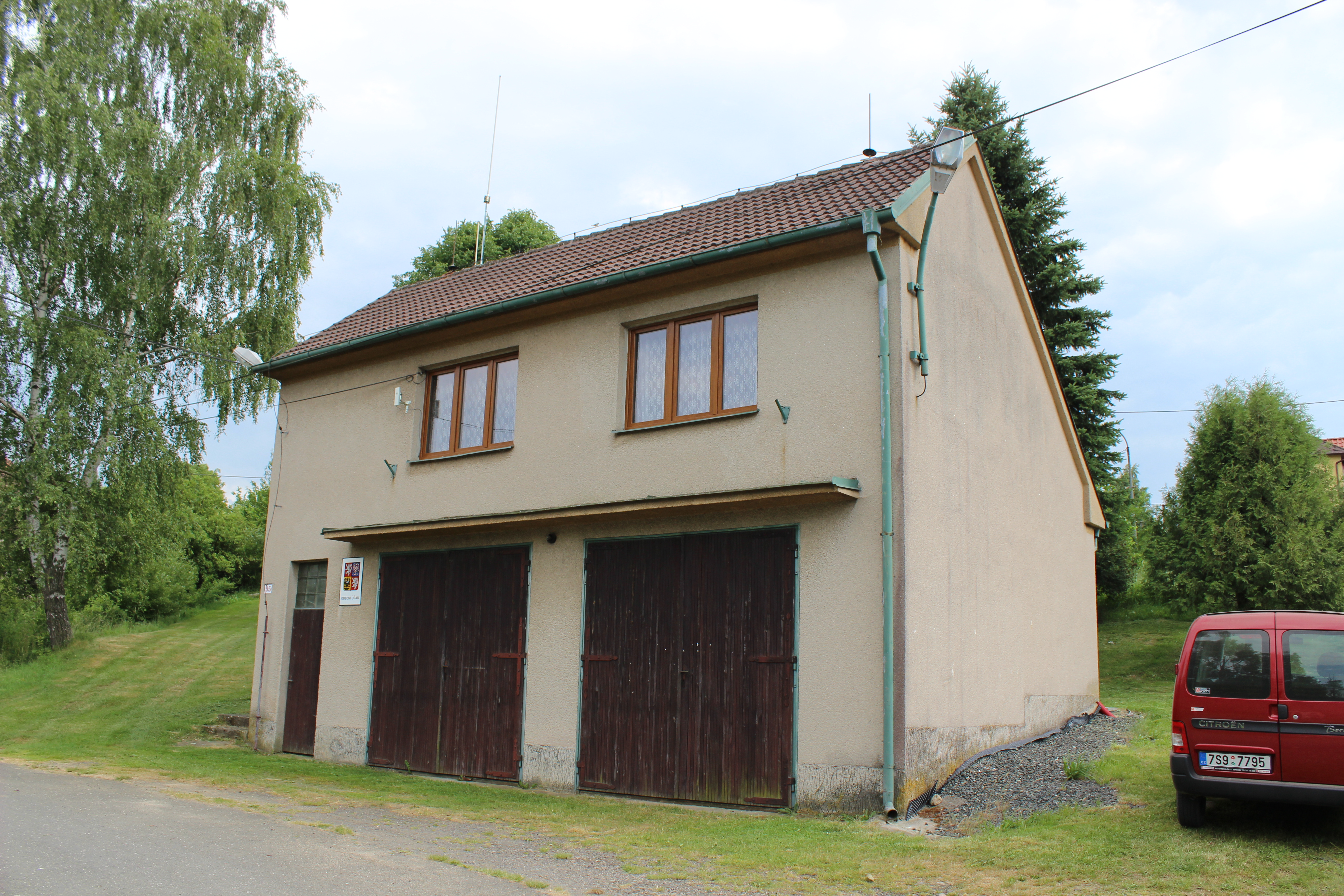
Gemeentehuis (2014)
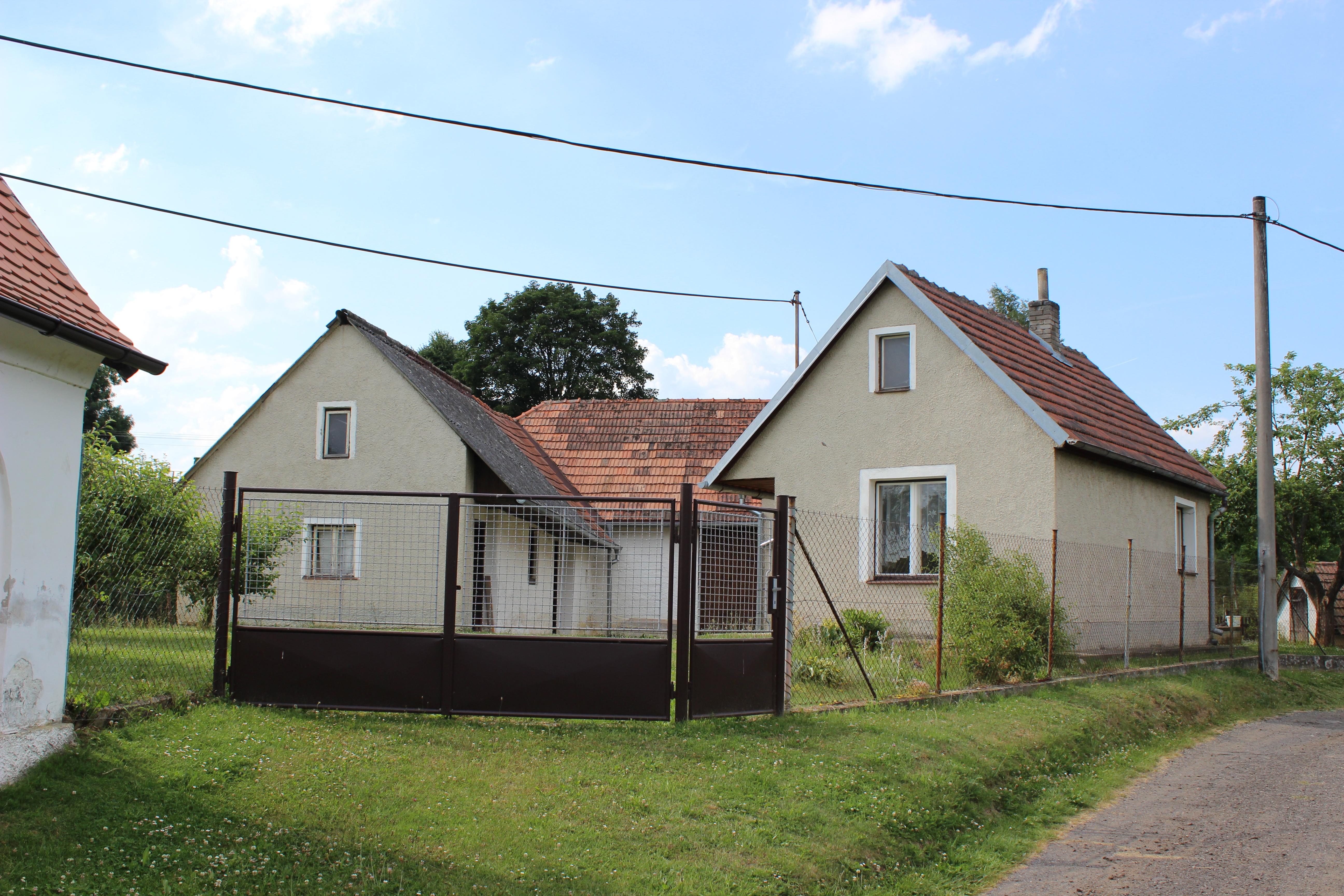
Huizen in het dorp (2014)
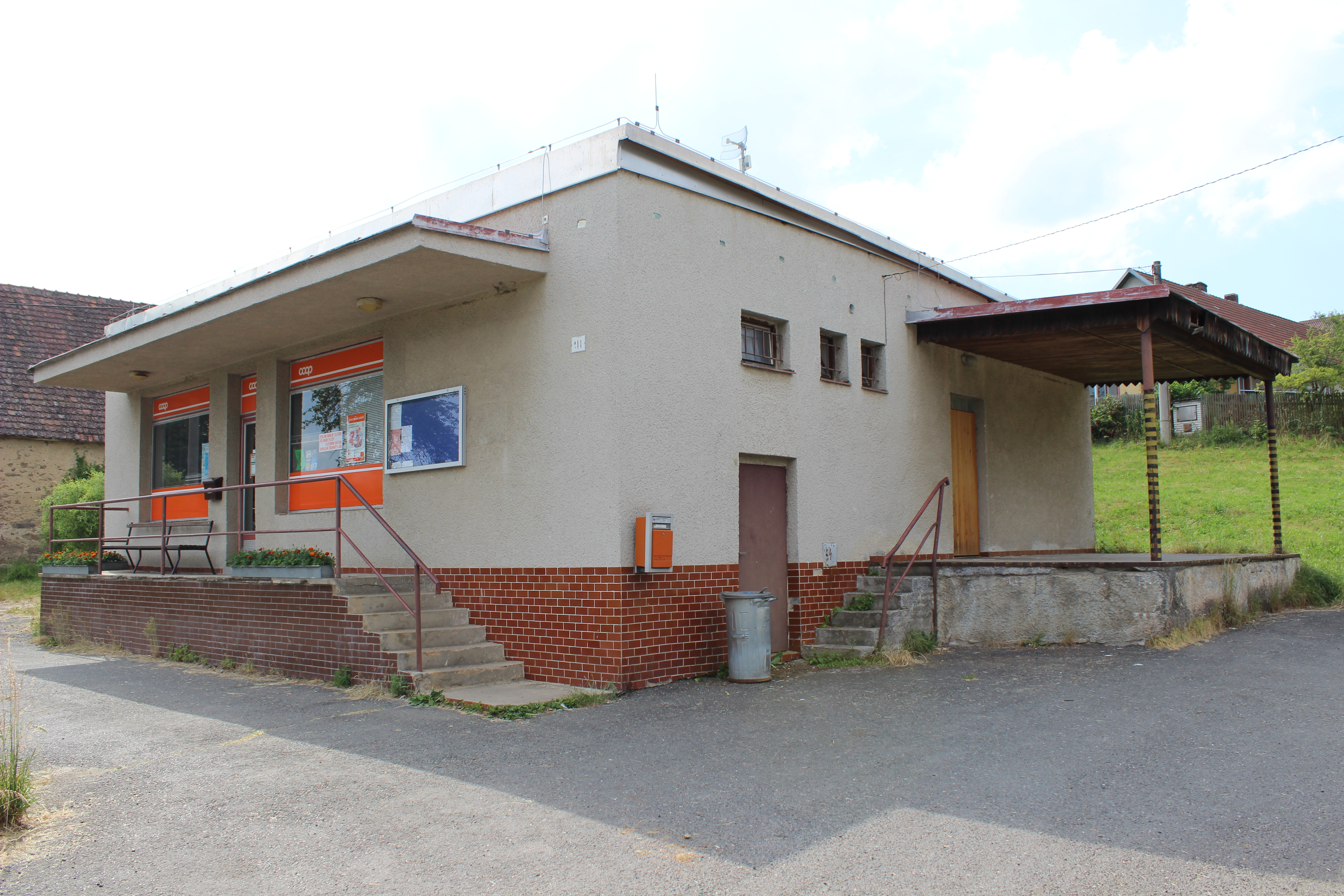
Buurtsuper (2014)
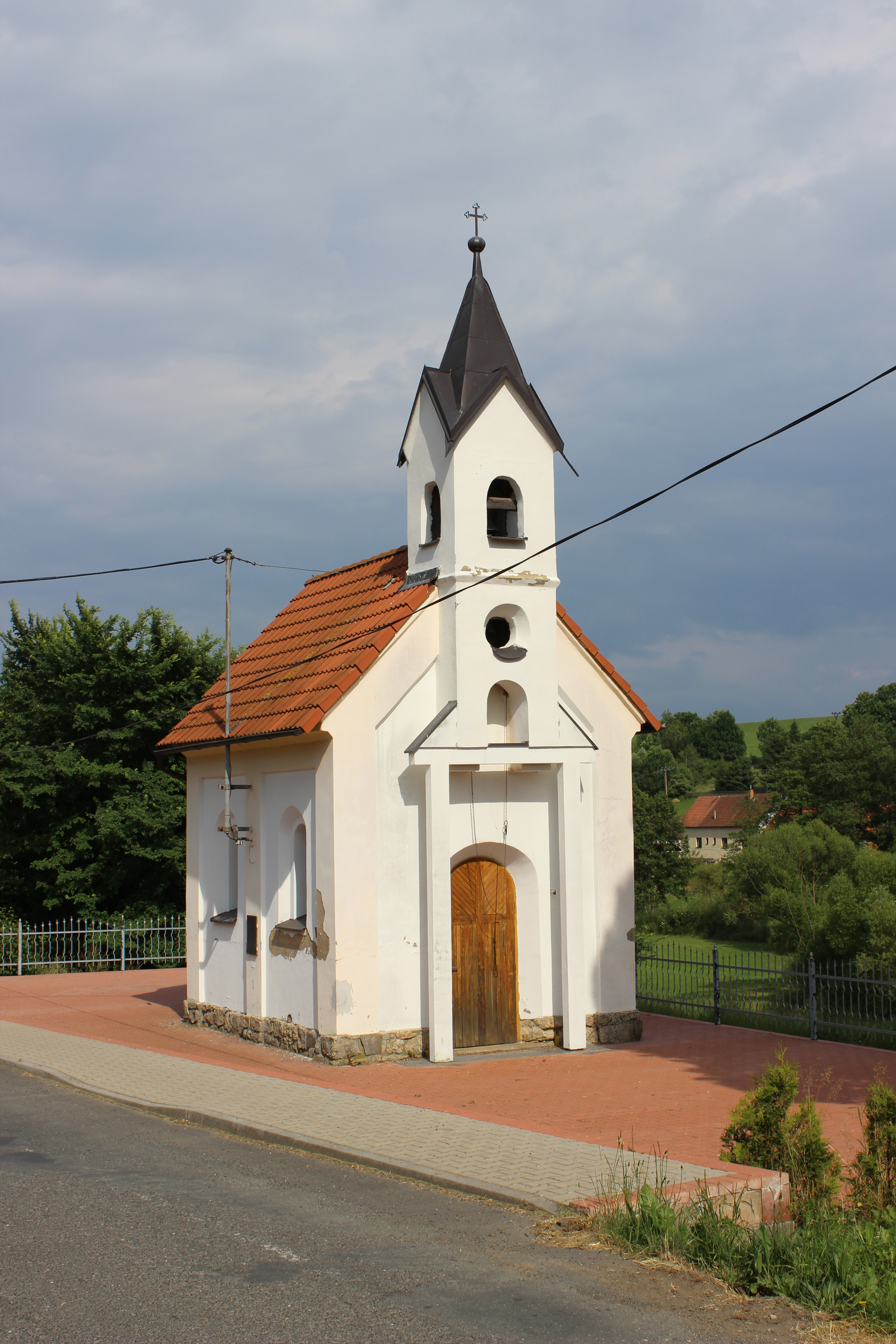
Petrus- en Pauluskapel (2014)
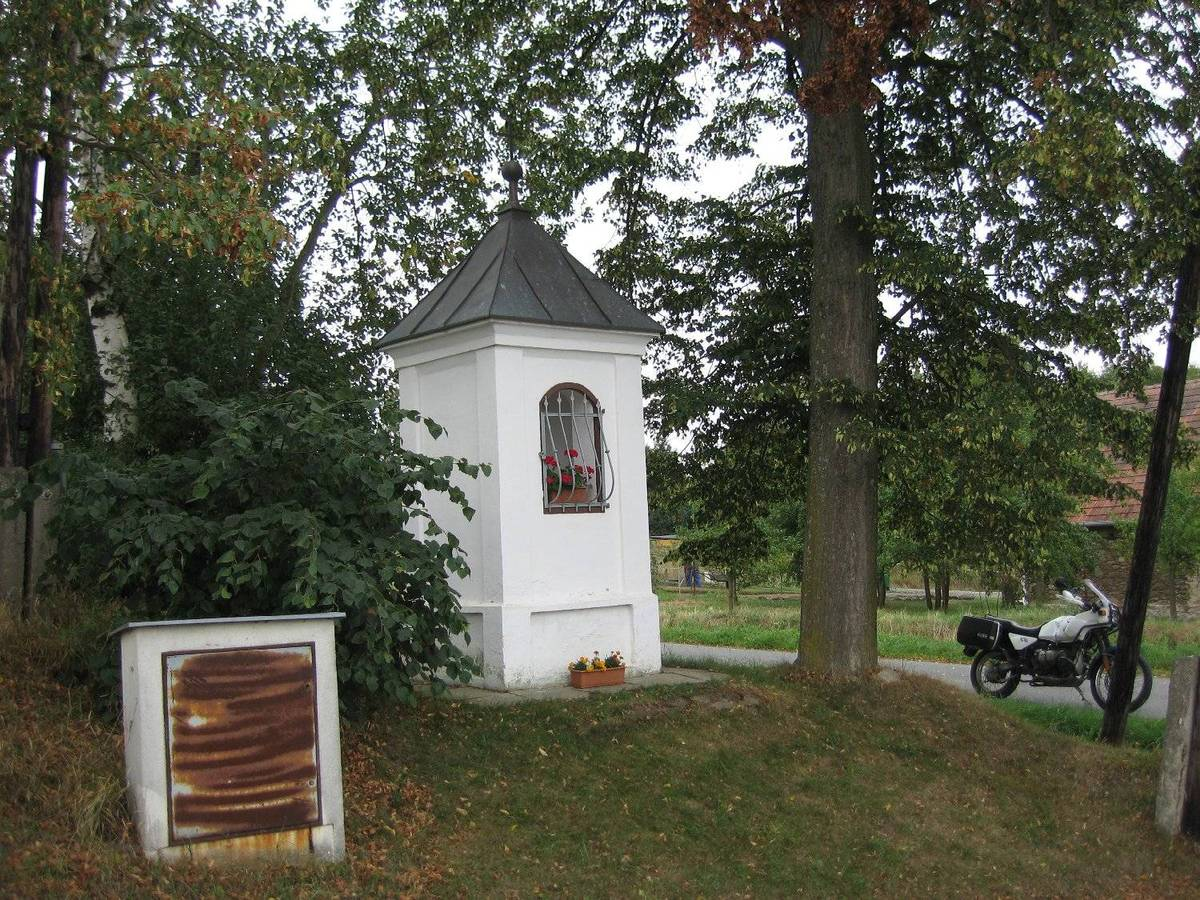
Kleinere kapel (2021)
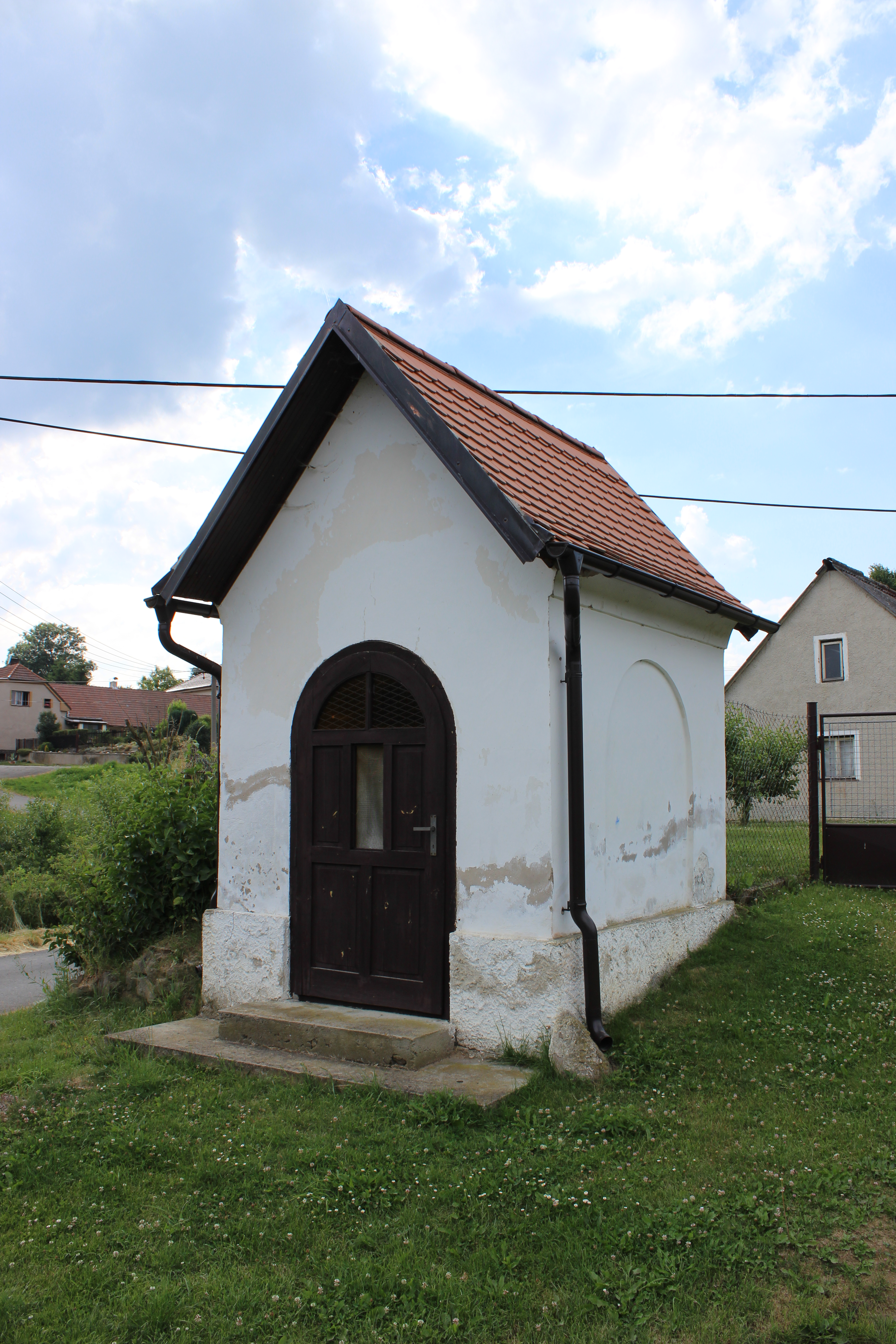
Andere kleine kapel (2014)